# Try It on My Own
Pistes de Just Whitney
Love That Man
(5) Dear John Letter
(7)
Try It on My Own, ou parfois On My Own, est une chanson de Whitney Houston écrite pour l'album Just Whitney (2002).
La chanson, notamment produite par Babyface, est le troisième single de l'album.
La chanson a atteint la 1re place du Hot Dance Club Songs.
Le clip est réalisé par David LaChapelle.

## Crédits
Informations issues et adaptées du livret de l'album Just Whitney (Arista Records, 2002) et du site discogs.
- Whitney Houston : interprète principale
- Kenneth "Babyface" Edmonds : auteur, compositeur, producteur, chœurs, claviers, programmations et guitare
- Carole Bayer Sager, Aleese Simmons, Jason Edmonds et Nathan Walton : auteurs, compositeurs
- Kenya Ivey : chœurs
- Ricky Lawson : batterie
- Michael Thompson : guitare
- Reggie Hamilton : basse
- Greg Phillinganes : piano
- Wayne Linsey : Rhodes
- Bill Meyers : arrangement orchestral et direction de l'orchestre
- Paul Boutin : enregistrement
- Edward Quesada et Jimmy Hoyson : ingénieurs du son assistants (enregistrement)
- Tommy Vicari : enregistrement de l'orchestre
- Jon Gass : mixage
- Josean Posey : ingénieur du son assistant (mixage)
- Ivy Skoff : coordinatrice